# C.R.U.I.S.E
C.R.U.I.S.E - Component Reuse in Software Engineering, um livro on line e aberto (livre) com foco em Reuso de Software.

## O projeto C.R.U.I.S.E
Este é o primeiro esforço em mapear o reuso de software cobrindo aspectos técnicos e não técnicos como, por exemplo: áreas chave, desenvolvimento baseado em componentes, reengenharia, ferramentas, qualidade de componentes de software, métricas para reuso, repositórios, engenharia de domínio, linhas de produtos, entre outros.
A principal ideia do livro C.R.U.I.S.E é construir um canal aberto para a comunidade de reuso de software poder contribuir e melhorar o conteúdo da área, por meio do livro, (como por exemplo o SWEBOK) e compartilhar sua experiência entre diferentes contextos.

## As diferenças entre o C.R.U.I.S.E e outros livros sobre reuso
CRUISE contém uma interessante revisão e análise através da área de reutilização, por capturar e organizar os principais trabalhos de pesquisa em um retrato do estado-da-arte da área. No entanto, o C.R.U.I.S.E é muito mais do que apenas um completo compêndio de pesquisa em reutilização: este livro centra-se em questões que vão desde a tecnologia a se gerenciar e mesmo comportamento humano.
Cada assunto do livro foi revisado por especialistas, tanto da academia quanto da indústria. Além disso, com os benefícios das lições, conhecimento e informação detalhada contidas no livro, os leitores poderão ir a um novo nível de entendimento sobre processos sistemáticos e ferramentas que são necessárias para promover com sucesso a adoção de reuso em organizações.
O livro cobre uma lacuna existente na literatura. Atualmente, os livros publicados não apresentam uma visão integrada dos aspectos relacionados ao reuso de software. Os livros abordam diferentes aspectos de maneira isolada, enquanto que tanto a audiência acadêmica quanto a industrial necessitam de uma visão integrada destes aspectos, incluindo: casos de sucesso e falha, os mitos, os projetos industriais ao redor do mundo, os métodos, processos, métricas e ferramentas.
Neste contexto, o livro pode ser usado por práticos, pesquisadores, professores e estudante e pode ser visto como o primeiro a apresentar uma visão global da área.

## Licença
O livro C.R.U.I.S.E é licenciado sob a Creative Commons Attribution-Noncommercial-Share ALike 3.0 License.